# 馬高·禾爾菲
馬高·禾爾菲（英語：Marco Wölfli，1982年8月22日—），是一名已退役的瑞士足球运动员，司职守門員，曾效力瑞超球队年轻人。
禾爾菲在年輕人首次上陣聯賽在其1999-2000年瑞士甲組聯賽期間。兩年後，因為一隊的上陣機會有限，他轉到圖恩，在那裡他贏得了晉升瑞士足球超級聯賽機會和自己開拓了一個良好的前景。在2003年夏天，他回到了年輕人，迅速鞏固自己在伯爾尼俱樂部的首選門將位置。
在老前鋒夏柏利退休後，禾爾菲被領隊在2009-10賽季比高域任命為隊長。他是目前在球會效力時間最長的球員。
他獲得了第一個國際賽上陣機會，是在08年11月19日友誼賽對芬蘭。比納利奧目前是首選門將，禾爾菲和FC蘇黎世門將里奧尼後備的位置。

## 連結
- Weltfussball profile （德文）
- goal.com profile （页面存档备份，存于）
- nationalfootballteam （页面存档备份，存于）
- BSC Young Boys profile （德文）
- footbball.ch profile （页面存档备份，存于） （德文）